# ميناء صحار والمنطقة الحرة
ميناء صحار والمنطقة الحرة هو ميناء بحري تجاوره منطقة حرة، يقع في ولاية صحار بسلطنة عمان، في منتصف الطريق بين دبي ومسقط مع استثمارات حالية تتجاوز 26 مليار دولار، يعد الميناء واحد من أسرع مشاريع الموانئ والمناطق الحرة نمواً في العالم وذلك نظرا لموقعها في قلب طرق التجارة العالمية بين أوروبا وآسيا.
المنطقة الحرة عبارة عن تطوير مساحته 4500 هكتار، وساعدت بدورها مع الميناء في جذب استثمارات عالمية تجاوزت 26 مليار دولار أمريكي.
ويتعامل الميناء مع أكثر من مليون طن من البضائع البحرية كل أسبوع، وحوالي 3500 سفينة سنويًا. وهو مجهز بأرصفة مياه عميقة قادرة على التعامل مع مختلف السفن في العالم مهما بلغ حجمها.

## الموقع الجغرافي
تقع مدينة صحار في وسط محافظة الباطنة، في شمال سلطنة عمان. ويتمتع ميناء صحار بموقع استراتيجي خارج مضيق هرمز - المضيق المائي الوحيد بين الخليج والمحيط الهندي، ووسيلة مهمة للنقل البحري تربط منطقة الخليج بالهند وبقية دول الشرق الأوسط والصين وجنوب شرق آسيا، فضلاً عن أوروبا.

## تاريخه
أنشأ صاحب الجلالة السلطان قابوس بن سعيد لجنة وزارية لتطوير ميناء صلالة (ريسوت سابقًا) وإنشاء ميناء جديد في صحار في عام 1995. وبدأ العمل الاستشاري غير الرسمي في الفترة من عام 1998 إلى عام 2000 بالتعاون مع وزارة النقل والاتصالات وتقنية المعلومات. وبعد ذلك، طورت الحكومة العمانية المرحلة الأولى من الميناء.
وفي عام 2002، وقعت حكومة سلطنة عمان وميناء روتردام مذكرة تفاهم لتطوير اتفاقية امتياز لميناء صحار، وذلك في يوليو/تموز 2002. وقد صدر المرسوم السلطاني رقم 80/2002 بالتصديق على اتفاقية امتياز ميناء صحار في أغسطس من نفس العام.
وابتداءً من عام 2003، بدأت أعمال بناء المجمع البتروكيماوي والمحطة والمرافق الأخرى. وفي العام نفسه، تم توقيع أول اتفاقية إيجار بين شركة ميناء صحار الصناعي ومصفاة صحار، تلتها اتفاقية مماثلة لمحطة البضائع العامة مع شركة شتاينويج.
وفي عام 2007 وُقعت اتفاقية امتياز لشركة صحار لتطوير منطقة حرة بمساحة 4500 هكتار، وأُنشئت المنطقة الحرة بصحار في عام 2010.

## الإدارة
تتم إدارة ميناء صحار والمنطقة الحرة من قبل شركة ميناء صحار الصناعي (SIPC)، وهي مشروع مشترك بنسبة 50:50 بين ميناء روتردام وسلطنة عمان.

## التجمعات الصناعية
خُطط في الأصل لإنشاء ميناء صحار والمنطقة الحرة حول ثلاث مجموعات صناعية رئيسية، وهي المعادن اللوجستية والبتروكيماويات. ومنذ ذلك الحين، أضاف الميناء ركيزة رابعة مع إطلاق مجمع صحار الغذائي، بالإضافة إلى أول محطة مخصصة للبضائع الزراعية السائبة في منطقة تعتمد بشكل كبير على واردات الأغذية.

### الخدمات اللوجستية
وتشكل توسعة ميناء صحار الجنوبي عنصراً أساسياً في التركيز الوطني لسلطنة عمان على تنمية قطاعي الخدمات اللوجستية والصناعة كجزء من جهودها المستمرة لتنويع الاقتصاد. وسوف يساعد هذا التوسع في النمو المطرد في أحجام البضائع الإجمالية والاستثمارات في الميناء من خلال توفير سعة شحن إضافية وجذب المزيد من الأعمال إلى صحار.

### المعادن
شهد مجمع المعادن في صحار تطوراً سريعاً على مر السنين. يحتوي ميناء صحار على أرصفة مياه عميقة قادرة على التعامل مع فئة فاليماكس من ناقلات الخام الضخمة، والتي تُعد من أكبر السفن في العالم. وبالإضافة إلى الألمنيوم والحديد، يستضيف ميناء صحار أيضًا أكبر مصنع للمعادن النادرة من نوعه، ويأتي في المرتبة الثانية بعد الصين. وسيُصنع المصنع معدن الأنتيمون وثلاثي أكسيده، وهو معدن ثمين يستخدم كمثبط للهب في مجموعة واسعة من الصناعات. كما ستشهد إحدى الاتفاقيات الأخيرة إنشاء أفران إضافية للفيروكروم مما سيزيد من القدرة الإنتاجية.

### البتروكيماويات
تعد صحار موطناً لشركة النفط العمانية للمصافي والصناعات البترولية (أوربك)، وتوفر مصافيها في صحار ومسقط بالإضافة إلى مصانع العطريات والبولي بروبيلين المتكاملة، الوقود والبتروكيماويات والبوليمرات ومنتجات البترول الأخرى للسلطنة والعالم. وبالإضافة إلى منتجات الوقود، تنتج المصفاة أيضًا كميات كبيرة من النفتا والبروبيلين، والتي تعمل كمواد خام لمصنع العطريات والبولي بروبيلين المجاور.

### الأغذية
يشتمل مجمع الأغذية في صحار على مطحنة دقيق، ومصفاة سكر، ومجمع صوامع حبوب، ومنشأة جديدة لسحق فول الصويا. تتمكن المجموعة من تحميل وتفريغ 600 طن من الحبوب في الساعة.

## تطوير ميناء صحار الجنوبي
خضع ميناء صحار لمشروع تطوير الجزء الجنوبي من الميناء، والذي أضاف 250 هكتاراً إلى الطاقة الاستيعابية الحالية للميناء الصناعي البالغة 2000 هكتار في يناير 2019. المرحلة الأولى جرت بزيادة قدرها 50 هكتارًا في المساحة، ومن المقرر إجراء توسعات إضافية في المراحل اللاحقة.